# Chrysis ignescoa
Chrysis ignescoa (лат.) — вид ос-блестянок рода Chrysis из подсемейства Chrysidinae.

## Распространение
Западная Палеарктика. Кипр.

## Описание
Длина тела около 4 мм. Ярко-окрашенные металлически блестящие осы. Chrysis ignescoa можно отделить от других кипрских видов ос-блестянок по окраске и форме генитальной капсулы самца. Это единственный вид с синей линией на заднем крае переднеспинки и тергита T1, контрастирующей с красным цветом этих сегментов. Самка в основном красная на проподеуме и задних проподеальных выступах. Генитальная капсула имеет скошенный внутренний край, как у Chrysis kalliroi, но гоностилус короткий и толстый, тогда как у C. kalliroi он удлинённый и тонкий. Предположительно, как и близкие виды, клептопаразиты ос.
Включён в состав видовой группы Chrysis leachii.